# Crazy Moon
Crazy Moon es el cuarto álbum de estudio del grupo estadounidense Crazy Horse, publicado por elsello One Way Recordings en noviembre de 1978. El álbum, el primero del grupo tras la muerte de Danny Whitten y la entrada en el grupo de Frank "Poncho" Sampedro, contó con la colaboración de Neil Young en las canciones  «She's Hot», «Going Down Again», «New Orleans», «Downhill» y «Thunder and Lighting».

## Lista de canciones
1. "She's Hot" (Steve Antoine, Sampedro) - 3:11
2. "Going Down Again" (Molina) - 3:26
3. "Lost and Lonely Feelin'" (Sampedro) - 3:10
4. "Dancin' Lady" (Sampedro, Talbot) - 3:23
5. "End Of The Line" (Molina) - 3:10
6. "New Orleans" (Ben Keith, Talbot) - 3:11
7. "Love Don't Come Easy" (Molina) - 3:10
8. "Downhill" (Sampedro) - 4:15
9. "Too Late Now" (Sampedro) - 2:54
10. "That Day" (Talbot) - 3:18
11. "Thunder and Lightning" (Sampedro, Talbot) - 3:58

## Personal
- Billy Talbot: bajo y voz
- Ralph Molina: batería y voz
- Frank "Poncho" Sampedro: guitarra y voz
- Neil Young: guitarra
- Greg Leroy: guitarra
- Michael Curtis: sintetizadores
- Bobby Notkoff: violín
- Kenny Walther: trombón
- Tom Brey: trompeta
- Mike Kowalski: batería
- Jay Graydon: guitarra
- Barry Goldberg: piano y teclados
- Steve Lawrence: saxofón
- Kirby Johnson: producción
- David Briggs: producción e ingeniero de sonido